# Rosario Pergolizzi
Rosario Pergolizzi (Palermo, 7 ottobre 1968) è un allenatore di calcio ed ex calciatore italiano, di ruolo difensore.

## Caratteristiche tecniche

### Giocatore
Giocava come terzino sinistro.

### Allenatore
Come allenatore, Pergolizzi preferisce utilizzare una difesa a quattro elementi, prediligendo soprattutto moduli come il 4-3-1-2 o il 4-2-3-1. Pur non apprezzando l'etichetta di "difensivista", Pergolizzi dà grande importanza alla cura della fase difensiva.

## Carriera

### Giocatore
Da calciatore vanta una carriera di 15 stagioni tra i professionisti con 410 presenze e 17 reti.
Pergolizzi è cresciuto calcisticamente nelle giovanili del Palermo, squadra della sua città natale, rimanendovi fino al 1986, anno del fallimento della società rosanero. È stato poi ingaggiato, in quella stessa annata, dall'Olbia, che militava in Serie C2 per la stagione 1986-1987, collezionando 32 presenze con una rete e chiudendo al sesto posto.
È poi passato in Serie A al Napoli nella stagione 1987-1988, con il quale ha esordito, non ancora ventenne, il 15 maggio 1988, in occasione della sconfitta interna contro la Sampdoria (unica presenza in campionato fra i partenopei) e ha poi giocato in massima serie anche con l'Ascoli nella stagione 1991-1992 (29 presenze e una rete in occasione del pareggio contro l'Atalanta dell'8 settembre 1991 sul campo neutro di Monza).
Ha inoltre totalizzato 283 presenze e 12 reti in Serie B con le maglie di Reggina, Ascoli, Bologna, Brescia, Padova e Ravenna, aggiudicandosi due campionati consecutivi (col Bologna nel 1995-1996 e col Brescia nel 1996-1997, in entrambi i casi senza essere confermato in massima serie) e centrando un'altra promozione con l'Ascoli nel 1990-1991.

### Allenatore
Le prime esperienze sono da vice di Giuseppe Pillon sulle panchine di Ascoli e Bari, prima di sedere da primo sulla panchina dell'Olbia, dove aveva sia incominciato che concluso la carriera da  giocatore; l’esperienza si conclude con un esonero.
Nel 2005 diventa allenatore della squadra primavera del Palermo portandola alla semifinale del Campionato Primavera nel 2006 e nel 2007. Ha anche allenato la prima squadra assieme a Renzo Gobbo in 3 partite dopo l'esonero di Francesco Guidolin nella stagione 2006-2007, venendo poi esonerato a causa del richiamo in panchina dell'allenatore di Castelfranco Veneto.
Rimane fermo l'anno successivo, ritornando nel 2008 alla guida della primavera rosanero con la quale vince il Campionato di categoria, il primo nella storia della società.
Dopo un'altra stagione di pausa, il 5 luglio 2011 firma per il Portogruaro, formazione neoretrocessa nel campionato di Prima Divisione. Il 18 luglio viene comunicata la separazione consensuale fra le parti a causa di problemi familiari di Pergolizzi.
Il 26 ottobre dello stesso anno, Pergolizzi accetta l'offerta del Pavia in Lega Pro Prima Divisione, che lo chiama a sostituire l'allenatore Manuele Domenicali, esonerato dopo la sconfitta contro il Lumezzane. Il 4 dicembre 2011 rassegna le proprie dimissioni, dopo un pareggio e cinque sconfitte in sei partite.
Il 20 marzo 2013 diventa tecnico dell'Ascoli, subentrato a Massimo Silva. Il successivo 13 aprile, dopo aver collezionato una vittoria contro il Grosseto e tre sconfitte contro Novara, Livorno e Modena, viene esonerato dall'incarico e al suo posto Silva ritorna sulla panchina degli ascolani. Dopo la retrocessione dell'Ascoli a fine campionato e il conseguente esonero di Silva, torna sulla panchina ascolana per la stagione seguente. Tuttavia il 27 ottobre 2013, dopo la partita persa contro il Lecce per 5-2, ha comunicato alla società le sue dimissioni irrevocabili, dichiarando che «lavorare in queste condizioni non è facile».
Dal novembre 2014 allena il Marsala in Eccellenza, vincendo il torneo, fino alla stagione successiva. Per la stagione 2017-2018 si accorda con la formazione marchigiana del Porto d'Ascoli, militante in Eccellenza. Si dimette a novembre dopo un inizio di campionato non positivo. Nella stagione 2018-2019 guida la squadra Under-17 dell'Empoli.
Il 3 agosto 2019 si accorda per guidare il rifondato Palermo, in Serie D. L'8 giugno 2020, a seguito della definitiva sospensione del campionato a causa della pandemia di Covid-19, la squadra rosanero viene dichiarata vincitrice del proprio girone e promossa in Serie C. Nonostante avesse centrato l'obiettivo della promozione, la società siciliana decide comunque di non puntare su di lui per la stagione successiva.
Nell'estate 2021 viene scelto dall'Ascoli per guidare la squadra Primavera.
L'11 ottobre 2023 subentra dalla sesta giornata all'esonerato Andrea Mosconi alla guida del Campobasso, formazione di Serie D, con cui, il 28 aprile 2024, vince con una giornata di anticipo il girone F e conquista la promozione in Serie C.
Il 13 giugno 2024 la Reggina, team di Serie D, lo annuncia come nuovo allenatore della prima squadra a partire dal successivo 1º luglio. Il 14 novembre seguente risolve il contratto con la società amaranto a causa di gravi problemi familiari.

## Statistiche

### Statistiche da allenatore
Statistiche aggiornate al 14 novembre 2024. In grassetto le competizioni vinte.
| Stagione        | Squadra         | Campionato      | Campionato | Campionato | Campionato | Campionato | Coppe nazionali | Coppe nazionali | Coppe nazionali | Coppe nazionali | Coppe nazionali | Coppe continentali | Coppe continentali | Coppe continentali | Coppe continentali | Coppe continentali | Altre coppe | Altre coppe | Altre coppe | Altre coppe | Altre coppe | Totale | Totale | Totale | Totale | % Vittorie | Piazzamento                  |
| Stagione        | Squadra         | Comp            | G          | V          | N          | P          | Comp            | G               | V               | N               | P               | Comp               | G                  | V                  | N                  | P                  | Comp        | G           | V           | N           | P           | G      | V      | N      | P      | %          | Piazzamento                  |
| --------------- | --------------- | --------------- | ---------- | ---------- | ---------- | ---------- | --------------- | --------------- | --------------- | --------------- | --------------- | ------------------ | ------------------ | ------------------ | ------------------ | ------------------ | ----------- | ----------- | ----------- | ----------- | ----------- | ------ | ------ | ------ | ------ | ---------- | ---------------------------- |
| lug.-dic. 2004  | Olbia           | C2              | 16         | 4          | 5          | 7          | CI-C            | 4               | 1               | 3               | 0               | -                  | -                  | -                  | -                  | -                  | -           | -           | -           | -           | -           | 20     | 5      | 8      | 7      | 25,00      | Eson.                        |
| apr.-mag. 2007  | Palermo         | A               | 3          | 1          | 0          | 2          | CI              | -               | -               | -               | -               | CU                 | -                  | -                  | -                  | -                  | -           | -           | -           | -           | -           | 3      | 1      | 0      | 2      | 33,33      | Sub., Eson.                  |
| ott.-dic. 2011  | Pavia           | 1D              | 6          | 0          | 1          | 5          | CI+CI-LP        | -               | -               | -               | -               | -                  | -                  | -                  | -                  | -                  | -           | -           | -           | -           | -           | 6      | 0      | 1      | 5      | &0,00      | Sub., Eson.                  |
| mar.-apr. 2013  | Ascoli          | B               | 5          | 1          | 0          | 4          | CI              | -               | -               | -               | -               | -                  | -                  | -                  | -                  | -                  | -           | -           | -           | -           | -           | 5      | 1      | 0      | 4      | 20,00      | Sub., Eson.                  |
| lug.-ott. 2013  | Ascoli          | 1D              | 8          | 2          | 3          | 3          | CI+CI-LP        | 1+2             | 0+1             | 0+0             | 1+1             | -                  | -                  | -                  | -                  | -                  | -           | -           | -           | -           | -           | 11     | 3      | 3      | 5      | 27,27      | Eson.                        |
| Totale Ascoli   | Totale Ascoli   | Totale Ascoli   | 13         | 3          | 3          | 7          |                 | 3               | 1               | 0               | 2               |                    | -                  | -                  | -                  | -                  |             | -           | -           | -           | -           | 16     | 4      | 3      | 9      | 25,00      |                              |
| nov. 2014-2015  | Marsala         | Ecc.            | 18         | 13         | 5          | 0          | CI-Ecc.+CI-Dil. | 4+2             | 4+0             | 0+1             | 0+1             | -                  | -                  | -                  | -                  | -                  | -           | -           | -           | -           | -           | 24     | 17     | 6      | 1      | 70,83      | Sub., 1º (prom.)             |
| 2015-2016       | Marsala         | D               | 36+1       | 9          | 13         | 14+1       | CI-D            | 1               | 0               | 0               | 1               | -                  | -                  | -                  | -                  | -                  | -           | -           | -           | -           | -           | 38     | 9      | 13     | 16     | 23,68      | 15º, (retr. dopo i play-out) |
| Totale Marsala  | Totale Marsala  | Totale Marsala  | 55         | 22         | 18         | 15         |                 | 7               | 4               | 1               | 2               |                    | -                  | -                  | -                  | -                  |             | -           | -           | -           | -           | 62     | 26     | 19     | 17     | 41,94      |                              |
| lug.-ott. 2017  | Porto d'Ascoli  | Ecc.            | 8          | 1          | 3          | 4          | CI-Ecc.         | 4               | 3               | 1               | 0               | -                  | -                  | -                  | -                  | -                  | -           | -           | -           | -           | -           | 12     | 4      | 4      | 4      | 33,33      | Eson.                        |
| 2019-2020       | Palermo         | D               | 26         | 20         | 3          | 3          | CI-D            | 1               | 0               | 1               | 0               | -                  | -                  | -                  | -                  | -                  | -           | -           | -           | -           | -           | 27     | 20     | 4      | 3      | 74,07      | 1º (prom.)                   |
| Totale Palermo  | Totale Palermo  | Totale Palermo  | 29         | 21         | 3          | 5          |                 | 1               | 0               | 1               | 0               |                    | -                  | -                  | -                  | -                  |             | -           | -           | -           | -           | 30     | 21     | 4      | 5      | 70,00      |                              |
| ott. 2023-2024  | Campobasso      | D               | 29+1       | 18+1       | 9          | 2          | CI-D            | 3               | 2               | 0               | 1               | -                  | -                  | -                  | -                  | -                  | -           | -           | -           | -           | -           | 33     | 21     | 9      | 3      | 63,64      | Sub., 1º (prom.)             |
| lug.-nov. 2024  | Reggina         | D               | 11         | 6          | 3          | 2          | CI-D            | 2               | 2               | 0               | 0               | -                  | -                  | -                  | -                  | -                  | -           | -           | -           | -           | -           | 13     | 8      | 3      | 2      | 61,54      | Risol.                       |
| Totale carriera | Totale carriera | Totale carriera | 168        | 76         | 45         | 47         |                 | 24              | 13              | 6               | 5               |                    | -                  | -                  | -                  | -                  |             | -           | -           | -           | -           | 192    | 89     | 51     | 52     | 46,35      |                              |

## Palmarès

### Giocatore
- Campionato italiano Serie C1: 1

Bologna: 1994-1995 (girone A)
- Campionato italiano di Serie B: 2

Bologna: 1995-1996
Brescia: 1996-1997
- Campionato italiano Serie D: 1

Olbia: 2001-2002

### Allenatore

#### Competizioni giovanili
- Campionato Primavera: 1

Palermo: 2008-2009

#### Competizioni regionali
- Eccellenza: 1

Marsala: 2014-2015 (girone A)
- Coppa Italia Dilettanti Sicilia: 1

Marsala: 2014-2015

#### Competizioni interregionali
- Serie D: 2

Palermo: 2019-2020 (girone I)
Campobasso: 2023-2024 (girone F)